# Christian Gottfried Krause
Christian Gottfried Krause (ochrzczony 17 kwietnia 1719 w Wińsku, zm. 4 maja 1770 w Berlinie) – niemiecki prawnik, kompozytor amator i pisarz muzyczny.

## Życiorys
Jako dziecko uczył się od ojca gry na skrzypcach, klawesynie i kotłach. W latach 1740–1745 studiował prawo na uniwersytecie we Frankfurcie nad Odrą. Od 1753 roku pracował jako prawnik w radzie miejskiej w Berlinie, od 1762 roku zasiadał w pruskim sądzie najwyższym. Organizował koncerty w swoim domu w Poczdamie. Utrzymywał znajomość z berlińskimi kręgami literackimi, m.in. Karlem Wilhelmem Ramlerem, Johannem Wilhelmem Ludwigiem Gleimem i Johannem Georgiem Sulzerem.
Zasłynął przede wszystkim jako twórca pieśni. W swoim piśmie Von der musikalischen Poesie (wyd. Berlin 1752) postulował powrót do prostoty w pieśniach, odejście od przesadnej ornamentyki oraz rolę muzyki dla podkreślenia nastroju i zrozumiałości tekstu. Wspólnie z Karlem Wilhelmem Ramlerem wydał zbiory pieśni o tematyce pastoralnej Oden mit Melodien (2 tomy, Berlin 1753–1755) oraz Lieder der Deutschen mit Melodien (4 tomy, Berlin 1767–1768). Był ponadto autorem czterech symfonii, utworów kameralnych oraz singspielu Der lustige Schulmeister (1766).